# Drôles de colocs
 (juin 2018).
Si vous disposez d'ouvrages ou d'articles de référence ou si vous connaissez des sites web de qualité traitant du thème abordé ici, merci de compléter l'article en donnant les références utiles à sa vérifiabilité et en les liant à la section « Notes et références ».
Drôles de colocs (Endangered Species) est une série télévisée d'animation canadienne en 26 épisodes de 22 minutes (deux segments de 11 minutes par épisode) créée par Asaph Fipke, diffusée du 3 mars au 2 juin 2015 sur Télétoon, puis au Royaume-Uni sur CBBC et Boomerang.
En France, elle est diffusée sur France 3 dans l'émission Ludo à partir du 2 avril 2015, sur France 4 également dans l'émission Ludo dès le 1er juin 2015, et sur TV5 Monde depuis l'été 2017.

## Synopsis
Pickle, un lapin génétiquement modifié et fanatique de l'aventure et du danger, Goël, un goéland écervelé et qui a le mal de l'air et Miguel, un écureuil très dévoué à la sécurité et à l'ordre se voient obligés de quitter leur habitat naturel où ils ne sont pas en toute commodité pour cohabiter dans une ancienne maison délaissé.

## Personnages
- Pickle : C'est l'aventurier et le casse-cou de la bande. Lapin génétiquement modifié (raison pour laquelle il est jaune au lieu d'être blanc comme un lapin normal), ce dernier trouve toujours un moyen de tout tourner à l'aventure, ignorant l'idée selon laquelle les trois seraient « en voie de disparition » s'ils s'exposaient au danger. Il ne suit jamais les rappels à l'ordre de Miguel, l’écureuil droit et précautionneux en matière de sécurité et l'emporte toujours bien qu'il ait tort de brimer les règles de sécurité.
- Miguel (Merl en version originale) : Cet écureuil volant (qui ne possède pas de patagium) aime la quiétude, la tranquillité, l'ordre, le ménage et a horreur du danger et de l'aventure, tout l'opposé de Pickle. C'est le plus malchanceux du groupe. Il est le seul de la bande à garder les pieds sur terre. Il craint de partir en fumée lors d'une des aventures dangereuses dans lesquelles Pickle embarque le trio. Il essaie de faire entendre raison à ce dernier en vain, au contraire c'est tout comme s'il l'encourageait. Il cherche toujours des moyens de se sécuriser et tente de protéger Goël lorsque Pickle essaie de les embarquer dans une situation délicate. Puisqu'il n'aime pas le danger, Pickle le met dans de grands risques pour que cela soit plus amusant selon lui. Il possède une gigantesque collection de noix, sa grande passion. Il a garder de son enfance avec lui et a un nounours qu'il appelle Nounours Cacahuète. Il se décrit comme étant un écureuil révolutionnaire. Il parle avec un accent espagnol.
- Goël (Gull en version originale) : C'est le goéland qui a le mal de l'air. Il est écervelé pour ne pas dire stupide. Il n'a pas le sens de la raison et ce Q.I. lui est sûrement dû à une chute lors d'un essai de vol. Goël n'est ni dans le camp de Pickle, ni dans le camp de Miguel. Il est très dispersé entre les deux et il suffit juste de le convaincre avec un argument ridicule. Il est très rattaché au dépotoir et il aime les déchets au point d'en manger quelques-uns.

## Épisodes
1. Le Musée de Miguel
2. Une histoire de famille
3. Les Aventures du trône perdu
4. Une nuit sinistre
5. Puzzle en folie
6. Zéro d'conduite
7. Des vacances de rêve
8. Bain en eaux troubles
9. Charlie, mon meilleur épi
10. Gentil Chien chien
11. La Bataille d'oreillers du siècle
12. Danger : Goël
13. 10 minutes et c'est cuit
14. Joyeux Jour des ordures
15. Où est Nounours Cacahuète ?
16. Les super-héros attaquent
17. Oreilles bondissantes, écureuil furtif
18. Voyage dans les profondeurs
19. Une étrange expédition de camping
20. Liberté en cage
21. Danse en effervescence
22. Un fertilisant stupéfiant
23. Simulation de désastre désastreuse
24. Goël sur la Lune
25. Peste écureuille
26. Suspense insoutenable
27. Cas limite
28. Goéland en collants
29. Écureuil volant
30. Miam-miam
31. À moustique, moustique et demi !
32. L'Anniversaire maudit
33. Le Roi du silence
34. Fenêtre sur cour
35. La Bataille de feuilles
36. Une question de faille
37. Amis pour la vie
38. Pickle dit... relaxe
39. La Cave
40. Histoire à dormir debout
41. En avoir plein les pattes
42. Le Club Miguel
43. Des noix morbleu !
44. Productions Pickle
45. La Visite de Dilly !
46. Le Pouvoir de la barbe
47. Goël à tête blanche
48. Riche et célèbre, ah han !
49. Nounours Cacahuète perd la tête
50. La Fable
51. Enfermés dehors
52. Un écureuil dans l'espace